# Halammohydra schulzei
Halammohydra schulzei är en nässeldjursart som beskrevs av Adolf Remane 1927. Halammohydra schulzei ingår i släktet Halammohydra och familjen Halammohydridae. Arten är reproducerande i Sverige. Inga underarter finns listade i Catalogue of Life.